# 燃費
燃費（ねんぴ）は、燃料（ガソリン、軽油など）の単位容量あたりの走行距離、もしくは一定の距離をどれだけの燃料で走れるかを示す指標である。
使用する燃料、タイヤ空気圧、路面状況、エンジンオイルの種類、積載重量、走行パターンなどで変化する。

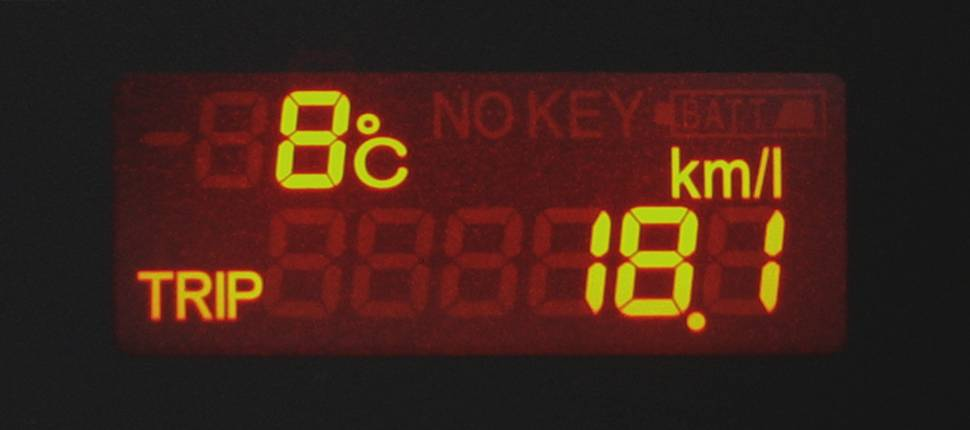
自動車のメーターに表示された燃費値。
ECUから得られた燃料噴射信号を基にしており、瞬間値と平均値の切り替え表示ができるものが多い。

## 単位

MPGとL/100kmの換算表。青：米ガロン、赤：英ガロン

### 燃料あたりの走行距離
km/L
メートル法を採用している日本をはじめ、アジア、オセアニア、北欧、ラテンアメリカ、アフリカなどで使用されている。
MPG（miles per gallon）
ヤード・ポンド法を採用しているイギリス、カナダ、アメリカ合衆国で使用されている。イギリスとカナダでは、英ガロンが用いられるため、英ガロン（4.5リットル）か米ガロン（3.785リットル）かに注意が必要。

### 一定距離の走行に必要な燃料
L/100 km
欧州や南アフリカ、オーストラリア、ニュージーランド、中華人民共和国などで使用されている。イギリス、カナダでは 「mpg」での表記も法律で許されている。
1990年代に欧米で盛んに提唱されていた「3リッターカー」とは、3 Lの燃料で100 kmを走ることができる自動車を指す 。
GPM（gallons per 100 mile）
アメリカでは2013年モデル以降の新車に貼られる燃費ステッカーに表記されるようになっている。
右のグラフにもある通り、mpgやkm/Lは数値が大きくなるのに反比例して、一定距離の走行に必要な燃料は減らなくなっていく。このため消費者が燃費の良い車に買い換えるときに、どれだけ燃料代を節約できるかが直感的に把握しにくい欠点がある。例えば燃費10 km/Lの車から燃費15k m/Lの車に買い換えるケース（燃費は2/3になる）と、15 km/Lの車から燃費20 kml/Lの車に買い換えるケース（燃費は3/4になる）では、前者のほうが節約できる燃料代は大きい。

### 換算方法
- 235/mpgUS=L/100km
- 282/mpgImp.=L/100km
- 0.425×mpgUS=km/L
- 0.354×mpgImp.=km/L
- 100/km/L=L/100km

### 単位時間の燃料消費率
L/h

### 燃料あたりの輸送重量
ton-km/L
輸送効率を表す値で、1リットルの燃料で走行できる距離に車両総重量、もしくは積載重量を掛けたもの。

## 測定・表記方法
日本では平地を一定速度で走行した場合の「定地走行燃費」と、実際の公道走行を想定して、発進、停止、アイドリングを含めた「モード走行燃費」とがある。
2018年（平成30年）10月から、新型車の燃費については、市街地・郊外・高速道路の3つの走行モードを平均的な仕様時間配分で構成した、国際的なWLTCモードでの測定が義務化される。それに先立ち、2017年（平成29年）7月には、WLTCモード値に加え、3つそれぞれの試験モード値もカタログに併記することが義務化された。なお、2018年（平成30年）9月以前に型式認定を受けた継続生産車においても、2021年（令和3年）1月以降は、WLTCモードのみでの測定および表記の義務化により、新型車同様、JC08モードでの型式審査・表記は廃止される。
かつて日本車のカタログに燃費性能が記された当初は60 km/h定地燃費が採用されており、1973年（昭和48年）から東京都の甲州街道での市街地走行を想定した「10モード燃費」が導入され、1991年（平成3年）には首都高速道路など都市高速道路の走行も加えた「10・15モード燃費」が策定された。10・15モードは自動車専用道路走行が加わり、10モードよりやや（1割程度）燃費値が良い。
2011年（平成23年）4月以降の型式認定車については、JC08モードによる燃費の表示が義務付けられ、2013年（平成25年）3月以降はすべての車についてJC08モードでの表記となった。JC08モードは試験時間をこれまでの2倍とし、平均車速を高めた上で加速時間を短縮、さらに初めて冷間始動（コールドスタート）が試験対象となるなど、実情との乖離が少なく、かつ、より厳しい内容となるなどの特徴を持つ。乗用車の場合はJC08モードで測定した燃費を、二輪車の場合は30 km/h（原付自転車）および60 km/h（自動二輪車）での定地走行燃費を示すことが義務付けられている。
また、二輪車メーカーによる自主的な取り組みとして2013年7月より「WMTCモード」による表示の併記も順次行われている。
二輪車で導入されたWMTCモードは、元々2012年（平成24年）10月より日本でも導入された「国連の車両等の世界技術規則協定」における排出ガス規制の排出ガス数値測定法であるが、その測定試験において燃費も算出していたことから、燃費の数値も公表することにしたものである。
いずれもテストコースやシャシダイナモでの状態の良い車両とプロドライバーの組み合わせによる測定である 。カタログデータはその車両が機械として実現可能な最良値に近く、市中での一般的なドライバーの運転よりは概ね良い値となる。また、測定時期のばらつきによる気温や湿度、気圧などの差は補正されている。
なお燃費測定に際しては、電装品（エアコン、ランプ、ワイパー等）が消費する燃料分は考慮されていない。このため、実燃費との乖離率は低燃費車ほど大きくなる傾向がある。

### カタログ燃費と実燃費の乖離
上述のように、実際にドライバーが走行した場合の燃費（実走行燃費）は、カタログに掲載されている燃費に比べて劣る（燃料単位量あたりで走行できる距離がカタログ値より短い）場合が殆どで、このことが各種メディアで報道されることがある。
燃費のカタログ値は各国・各地域が制定した走行パターン（テストサイクル）に基づき、テストドライバーが走行させて計測されているが、実際の走行では同じ距離でも天候や道路状況・交通状況が異なること、運転する一般の運転手は、テストドライバーほど高い運転技術を持たないこと、エアコンやランプ類などの各種電装品を作動させるためにも、オルタネーターの負荷で燃料が消費されることなどにより、燃料消費量が変化する。
カタログ燃費値を、実走行燃費に近づけるためのテストサイクルの改定も各国で行われており、日本では先述のように10モードから10・15モード、そしてJC08モードへと切り替えられているほか、欧州連合が中心となり、世界で導入を進めているWLTPなどの例がある。なおWLTPは、2018年10月1日より日本でもWTLCモードとして導入された。
日本自動車工業会が2013年（平成25年）5月8日に作成した冊子「気になる乗用車の燃費〜カタログとあなたのクルマの燃費の違いは?〜」では、日本車の平均的な値として、実走行燃費は10・15モードのカタログ値より約3割、JC08モードのカタログ値より約2割程度低いと説明している。

## 燃費表示の傾向
- 定地燃費（平坦かつ水平な直線舗装路を定速走行）は、走行中の加速による燃料消費が無く（部分負荷=パーシャルスロットルの状態）、実質的な走行より良い数値となる。
  - これは車両総重量に対し、トルクの小さいエンジンを搭載する場合に顕著であり、普通自動車が大きくても数割増程度の差であるのに対し、原付50 ccオートバイでは数倍程度にもなる。
- モード燃費値は、定地燃費値より実走燃費値に近いが、モード燃費値の測定モードにあわせたチューニング（エンジン特性や変速タイミングなどの設定）をすることで、実走行より不自然によい値となる車両があることが指摘されている。また、測定モードに近い走行（メーカー推奨の省燃費運転）ができないドライバーの場合も、この数値からかけ離れて悪くなる。
- 「低燃費」とは「低燃料消費率」の略で、仕事に対して燃料消費量が少ない（=燃費が良い）という意味であるが、省資源/省エネ化が図られているという意味で「省燃費」としたり、単純に燃費が良いという表現も行われる。「高性能」「高効率」といった言葉からの類推によるものか、「燃費が良い」「燃費を良くする」ことを誤って「高燃費」「燃費向上」などと表現していることもあり、注意が必要である。
- 日本及び米国等では燃費を表示するのに、「km/liter」や「mile/gallon」といった単位燃料量あたりの走行距離を用いるのに対し、欧州各国では「l iter/100 km」のように一定距離を走行するのに必要な燃料量を用いる。前者はその数値が「大きいほど燃費が良い」ことになるが、後者では「小さいほうが燃費の良い」ことになる。
- アメリカ合衆国では、2012年、韓国の現代自動車と傘下の起亜自動車が販売した自動車の燃費性能を過大表示した問題で大気浄化法違反の民事制裁金として1億ドルを支払うことで和解したと発表した[19]。

## 燃費と速度
自動車教習所の教本やエコドライブのガイドでは、燃費が最もよい速度は一般道では40 - 50 km/h、高速道路では80km/hと記載されている。日本国内向けに生産された国産車は、エンジンのトルク特性や変速比（トランスミッションとデフの歯車比、タイヤ径）、さらに、ATの場合は変速タイミングをこれらに合わせてあるものが多く（排気量により速度域が異なることがある）これらが当てはまるが、パワートレインに日本向けの変更が施されていない欧州車は、一般道、高速道ともに、やや高い速度域で燃費がよくなる傾向にある。
これは、日本で採用されている燃費測定法の10・15モード燃費における走行速度は市街地で20 - 40km/h、郊外や自動車専用道路で50 - 70km/hであるのに対し、欧州における燃費測定法の欧州複合モード燃費では市街地40 - 60km/h、郊外70 - 90km/h、高速道路120km/hという速度で測定されるためである。欧州各国の規制速度値は日本より全般的に高く、実際の交通の流れも速い。また欧州仕様のディーゼル車においては、それらのガソリン車より、さらに高速燃費に優れている。
近年はATの多段化により80km/hを超える速度域で燃費を重視した車も登場している。例えば、LS460の燃費は100km/h走行時でも80km/h走行時のそれと変わらない。
実際に、日本の10・15モード走行で良好な結果を出した車がECE15では他の欧州メーカーの小型車より燃費が大幅に劣るといったことも多い（ホンダ・フィットは10・15モードで24km/LだがECE15では17.5km/Lである）。

## 市販車世界最低燃費

### 実走行
オートバイ（イギリス1周低燃費記録走行）
ディーゼルエンジン搭載オートバイ - エンフィールド=ロビン・D-R400D（66.7km/リットル、1995年、現在製造中止）
ガソリンエンジン搭載オートバイ - ホンダ・CG125（74.44km/リットル、2001年）
四輪車
フォルクスワーゲン・XL1 （プロトタイプ） 0.89 L/100km (112 km/L) 

### カタログ値
オートバイ（30 km/hにおける定地燃費）
ガソリンエンジン搭載オートバイ - ホンダ・カブ（180 km/リットル、1983年当時　50スーパーカスタムにおいて）
自動車
ハイブリッドカー
トヨタ・プリウス （発売時・40.8 km/L JC08モード・審査値）
フォルクスワーゲン・XL1 （ディーゼルPHEV・限定販売車・115.5 km/L） 
ガソリンエンジン単独車 - スズキ・アルト（37.0km/L JC08モード・審査値）

## モータースポーツ
低燃費競技とは特別に製作された車両や改造された車両を用いて行う低燃費を競う競技である。
また一般的な速さを競うタイプのレースでも、耐久色の強いレースでは燃費がものを言うことも多い。例としてインディ500の記念すべき第100回大会（2016年）では、チームメイトのスリップストリームを最大限に活用するなど燃費走行に徹し、ライバルよりピットイン回数を減らしたアレクサンダー・ロッシがルーキーながら大逆転優勝を果たしている。

### 主な大会
エコカーカップ
年2回、富士スピードウェイで開催される。トヨタ自動車が協賛であるが、マシンはどのメーカーのものでも良く、クラス分けが細かくされている。
プリウスカップ
トヨタ・プリウスで、ガソリン1Lどれだけの距離を走れるかを競うディーラー対抗戦。
Honda エコ マイレッジ チャレンジ
ホンダのエンジンを使用する。参加者が多く参加者同士の交流の場でもある。
シェル エコマラソン
シェルが世界各国で開催している。1939年に初開催され、既に70年以上の歴史がある。日本国内では2000年まで開催された。また、ガソリンエンジン部門のほか、燃料電池部門、太陽電池部門、液化石油ガス部門、ディーゼル部門も設けられている。